# Гудрон
Гудро́н (фр. goudron — «дёготь») — остаток, образующийся в результате отгонки из нефти при атмосферном давлении и под вакуумом фракций, выкипающих до 450—600 °C (в зависимости от природы нефти).
Гудрон не дистиллируется при пониженном давлении и может подвергаться гидрокрекингу, газификации или коксованию. Выход — от 10 до 45 % от массы нефти. Гудрон — вязкая жидкость или твёрдый асфальтоподобный продукт чёрного цвета с блестящим изломом. Содержит парафиновые, нафтеновые и ароматические углеводороды (45—95 %), асфальтены (3—17 %), а также нефтяные смолы (2—38 %), адсорбируемые силикагелем из деасфальтизированного продукта.
Зольность обычно менее 0,5 %. Элементный состав (в % по массе):
- 85-87 C,
- 9,3-11,8 H,
- 0,2-6,3 S,
- 0,2-0,7 N,
- 0,08-1,25 O.

Кроме того, в гудроне концентрируются практически все присутствующие в нефти металлы; так, содержание ванадия может достигать 0,046 %, никеля — 0,014 %.
В зависимости от природы нефти и степени извлечения газойлевых фракций плотность его составляет от 0,95 до 1,03 г/см³, коксуемость от 8 до 26 % по массе, температура плавления 12—55 °C, температура вспышки от 290—350 °C.
Используется для производства дорожных, кровельных и строительных битумов, малозольного кокса, смазочных масел, мазута, горючих газов и моторного топлива.
Кислый гудрон — отходы, которые образуются при очистке некоторых нефтепродуктов (например, смазочных масел) концентрированной серной кислотой; вязкая жидкость чёрного цвета, содержащая наряду с органическими веществами 15—70 % серной кислоты.
Предложенные методы утилизации кислого гудрона на практике находят весьма ограниченное применение. Это связано с трудностями переработки такого специфического продукта и риском сильного загрязнения окружающей среды.